# Achyrospermum tisserantii
Achyrospermum tisserantii là một loài thực vật có hoa trong họ Hoa môi. Loài này được Letouzey mô tả khoa học đầu tiên năm 1967.